# Tersilochus rufovarius
Tersilochus rufovarius är en stekelart som beskrevs av Horstmann 1981. Tersilochus rufovarius ingår i släktet Tersilochus och familjen brokparasitsteklar. Inga underarter finns listade i Catalogue of Life.